# 楊皓然
楊皓然（1996年2月22日—），曾用名楊浩然，男，河北省承德市人，中國射擊運動員，曾獲得2014年世界射擊錦標賽男子10公尺空氣步槍冠軍。2017年6月，他将自己的姓名由“杨浩然”改为“杨皓然”。
2022年5月3日被授予中国青年五四奖章。

## 战绩
在德国慕尼黑举行2013年ISSF世界杯决赛中，17岁的杨浩然首次代表中国参加国际比赛。比赛中他成功战胜了意大利卫冕世界冠军尼科洛·坎普里亚尼在内的众多高手，以205.9分成绩，摘取10米气步枪的金牌。在江苏省南京举办2014年夏季青年奥运会时，他在男子10米气步枪项目中遥遥领先，并以209.3分的惊人成绩获得金牌。不到一个月后，在西班牙格拉纳达举办的2014年ISSF世界射击锦标赛上，杨浩然继续展露出他在这个项目的绝对优势，以632.1分的成绩创造了新的青少年世界纪录。这次出色表现也帮助他跃居世界排名榜首，并获得了2016年里约奥运会的六个名额之一。
在韩国仁川举行的2014年亚运会10米气步枪中，他以209.6分的成绩为中国队夺得奖牌，为其职业生涯再添一枚个人金牌。在2014年亚运会射击--男子10米气步枪--团体项目中，杨浩然与队友曹逸飞和刘天佑以1886.4分的总成绩超越其他选手，获得该项目的金牌。
在中国国家射击队中，他师从蔡亚林。2016年，他参加里约奥运会男子10米气步枪比赛，预赛620.5环，排名31，未能晋级决赛。2018年8月20日，他在亚运会射击比赛10米气步枪小项中获得金牌。2020年9月22日，湖北宜昌进行的2020年全国射击冠军赛（步枪项目）10米气步枪混合团体决赛中，国家集训队选手赵若竹/杨皓然以17比7战胜广东队选手孙昊/梁嘉雯，获得季军。2021年7月27日，在2020东京奥运会射击混合团体10米气步枪决赛上，他和队友杨倩搭档，为中国夺得金牌。

## 外部連結
- ISSF （页面存档备份，存于）